# مارسيلو بايز
مارسيلو بايز (بالإسبانية: Marcelo Baez) هو لاعب كرة قدم باراغواياني في مركز الدفاع، ولد في 14 يناير 1991 في سيوداد ديل استي في باراغواي. لعب مع نادي بارانا.

## وصلات خارجية
- مارسيلو بايز على موقع قاعدة بيانات كرة القدم.إي يو (الإنجليزية)
- مارسيلو بايز على موقع Soccerway.com (الإنجليزية)